# Anarchy in the U.K.
Az Anarchy in the U.K. a Sex Pistols angol punk együttes első kislemeze, amely 1976. november 26-án jelent meg. A dal szerepelt továbbá az együttes egyetlen albumán, a Never Mind the Bollocks, Here’s the Sex Pistols-on. Az Anarchy in the U.K. 53. lett a Rolling Stone magazin minden idők 500 legjobb dalát felsorakoztató listáján.

## Általános információk
A Sex Pistols egyetlen EMI gondozásában megjelent kislemezét eredetileg tisztán fekete borítóban adták ki. A kislemez a brit kislemezlista 38. helyéig jutott, még mielőtt a kiadó 1977. január 6-án felbontotta volna az együttessel kötött szerződését, egy hónappal a Grundy-botrány után, melyben az együttes tagjai trágár kifejezéseket használtak egy élő tv-műsorban.
A The Filth and the Fury dokumentumfilmben elhangzottak szerint Johnny Rotten nem talált jobb rímet az "I am an Antichrist" (Egy antikrisztus vagyok) sorra az "I am an anarchist"-nél (Anarchista vagyok), így születtek meg a dal a nyitó sorai.
A dalszöveg az anarchizmus egy rendkívül erőszakos formáját festi meg, ami az elkeseredettség, a harag, a zavar, a nyugtalanság, a gazdasági frusztráltság és a társadalmi elidegenedés átható érzésére reagál, melyet az 1970-es évek brit fiataljai éreztek. Az együttes menedzsere, Malcolm McLaren szerint a dal "egy felhívás mindazon srácokhoz, akik úgy érzik, elvették tőlük a rock and rollt. Az önirányítás, a teljes szabadság nyilatkozata". 2007-ben az együttes még életben maradt tagjai (Glen Matlock basszusgitáros kivételével) újra rögzítették a dalt a Guitar Hero III: Legends of Rock videójátékhoz, mivel az eredeti többsávos felvétel elveszett. Az újabb változat hallható A szupercsapat című sorozat filmadaptációjában is.
2012-ben bejelentették, hogy készítenek egy limitált példányszámú kiadást, melynek megjelenését 2012. április 21-re tervezték.

## Dallista
A-oldal
1. Anarchy in the U.K. – 3:31

B-oldal
1. I Wanna Be Me – 3:12

## Feldolgozások
A dal francia nyelvű változata L'Anarchie pour l'UK címmel szerepelt a The Great Rock ’n’ Roll Swindle filmben.
A dal átiratait több csapat szurkolói is éneklik: Wrexham AFC, FC United of Manchester, FC Halifax Town és Fleetwood Town FC.
A dalt több előadó is feldolgozta, többek között a Megadeth, Green Jellÿ, Mötley Crüe, The Ukrainians, The Ukulele Orchestra of Great Britain, Cucsija Anna, Billy Childish és a The BossHoss.